# Oligonychus tylus
Oligonychus tylus är en spindeldjursart som beskrevs av Baker och Pritchard 1960. Oligonychus tylus ingår i släktet Oligonychus och familjen Tetranychidae. Inga underarter finns listade i Catalogue of Life.